# 小松春雄
小松 春雄（こまつ はるお、1913年5月26日 - 1988年5月11日）は、日本の政治学者、中央大学名誉教授。英国保守主義のエドマンド・バーク、その論敵トマス・ペインを研究した。

## 来歴
徳島県麻植郡鴨島町（現・吉野川市）出身。1938年東京帝国大学法学部政治学科卒。1939年東亜研究所研究員。1946年東京大学社会科学研究所研究員。その後、東京大学職員、法政大学法学部兼任講師を経て、1950年國學院大學政経学部助教授、1953年中央大学法学部助教授、1955年法学部教授、1962年「イギリス保守主義史研究」で中央大学で法学博士。1967年中央大学図書館長、1973年中央大学附属中学校・高等学校長、1974年日本政治学会理事長、1979年中央大学社会科学研究所初代所長、1984年中央大学定年退任、名誉教授、成蹊大学経済学部教授。1988年在職中に逝去

## エピソード
在学中に岡義武の影響意を受け、以後政治史・イギリス政治史の研究を始めた。また、門下生に高柳先男らがいる

## 著書
- 近代デモクラシーの形成と発展 近代欧洲政治・社会史 小峰書店 1950
- 概説近代欧洲政治社会史 小峰書店 1952
- イギリス保守主義史研究 エドマンド・バークの思想と行動 御茶ノ水書房 1961
- イギリス紀行 政治と風土 御茶の水書房 1965
- 人と思想と風土 一政治学徒の旅 小峯書店 1971.3
- 西洋政治史概説 中央大学出版部 1980.6
- イギリス政党史研究 エドマンド・バークの政党論を中心に 中央大学出版部 1983.6
- 多摩の丘 歌集 中央大学出版部 1983.12
- 逍遥 歌集 中央大学出版部 1984.12
- 評伝トマス・ペイン 中央大学出版部 1986.10

## 翻訳
- コンモン・センス トマス・ペイン 日本評論社 1950 (世界古典文庫)。のち「コモン・センス 他三編」岩波文庫
- 政府と人民 R.H.S.クロスマン 岩波書店 1955 (時代の窓)
- ウォルター・バジョット イギリス憲政論 世界の名著60 中央公論社 1970、のち新版。中公クラシックス 2011